# Storbosjön
Storbosjön är en sjö i Älvdalens kommun i Dalarna och ingår i Dalälvens huvudavrinningsområde. Sjön har en area på 3,02 kvadratkilometer och ligger 661,5 meter över havet. Sjön avvattnas av vattendraget Dalälven (Österdalälven).

## Delavrinningsområde
Storbosjön ingår i det delavrinningsområde (686398-131402) som SMHI kallar för Utloppet av Storbosjön. Medelhöjden är 685 meter över havet och ytan är 33,05 kvadratkilometer. Räknas de 9 avrinningsområdena uppströms in blir den ackumulerade arean 232,79 kvadratkilometer. Avrinningsområdets utflöde Dalälven (Österdalälven) mynnar i havet. Avrinningsområdet består mestadels av skog (72 procent) och sankmarker (17 procent). Avrinningsområdet har 3 kvadratkilometer vattenytor vilket ger det en sjöprocent på 9,1 procent.